# Nederlandse kampioenschappen atletiek 1938
In 1938 werden de Nederlandse kampioenschappen atletiek gehouden op 7 augustus in het Gemeentelijk Sportpark in Deventer. Hoewel de kampioenschappen plaatsvonden bij fraai zomerweer, was de als bijzonder snel staande sintelbaan nog doorweekt vanwege een onweersbui met de daarmee gepaard gaande zware regenval die ‘s morgens over de IJselstreek was gegaan. Hierdoor werd slechts één Nederlands record verbeterd, namelijk door Karl Baumgarten, die op de 400 m zijn eigen record van 48,6 s van enkele weken eerder verbeterde tot 48,4.
Het kampioenschap op de 10.000 m vond plaats op 17 juli 1938 in Amsterdam.

## Uitslagen

### 100 m
| rang   | atleet                   | prestatie |
| ------ | ------------------------ | --------- |
| Goud   | Tinus Osendarp           | 10,5 s    |
| Zilver | Wil van Beveren (senior) | 10,6 s    |
| Brons  | Heinz Baumgarten         | 10,6 s    |

| rang   | atlete           | prestatie |
| ------ | ---------------- | --------- |
| Goud   | Fanny Koen       | 12,3 s    |
| Zilver | Kitty ter Braake | 12,5 s    |
| Brons  | Ali de Vries     | 12,6 s    |

### 200 m
| rang   | atleet                   | prestatie |
| ------ | ------------------------ | --------- |
| Goud   | Tinus Osendarp           | 21,6 s    |
| Zilver | Karl Baumgarten          | 21,8 s    |
| Brons  | Wil van Beveren (senior) | 22,3 s    |

| rang   | atlete       | prestatie |
| ------ | ------------ | --------- |
| Goud   | Fanny Koen   | 26,4 s    |
| Zilver | Ali de Vries | 27,1 s    |
| Brons  | Ali Loohuis  | 27,8 s    |

### 400 m
| rang   | atleet          | prestatie |
| ------ | --------------- | --------- |
| Goud   | Karl Baumgarten | 48,4 s    |
| Zilver | N. Wernink      | 50,2 s    |
| Brons  | Wim Bührmann    | 51,5 s    |

### 800 m
| rang   | atleet        | prestatie |
| ------ | ------------- | --------- |
| Goud   | Sjabbe Bouman | 1.55,4    |
| Zilver | N. Wernink    | 1.57,9    |
| Brons  | J. Folkerts   | 2.01,0    |

### 1500 m
| rang   | atleet           | prestatie |
| ------ | ---------------- | --------- |
| Goud   | Frits de Ruijter | 4.00,7    |
| Zilver | Henk Kalkman     | 4.12,7    |
| Brons  | L.A. van Houtert | 4.19,3    |

### 5000 m
| rang   | atleet      | prestatie |
| ------ | ----------- | --------- |
| Goud   | Jan Zeegers | 15.56,5   |
| Zilver | Dé Slegt    | 16.09,3   |
| Brons  | K. De Groot | 16.27,8   |

### 10.000 m[2]
| rang   | atleet      | prestatie |
| ------ | ----------- | --------- |
| Goud   | Jan Zeegers | 34.12,0   |
| Zilver | Meyer       | 34.12,2   |
| Brons  | Paap        | 34.32,4   |

### 110 m horden/80 m horden
| rang   | atleet            | prestatie |
| ------ | ----------------- | --------- |
| Goud   | Jan Brasser       | 15,2 s    |
| Zilver | J.J.W. van Loozen | 15,9 s    |
| Brons  | Anton Jansz       | 16,5 s    |

| rang   | atlete           | prestatie |
| ------ | ---------------- | --------- |
| Goud   | Kitty ter Braake | 12,0 s    |
| Zilver | Agaath Doorgeest |           |
| Brons  | ?                |           |

### 200 m horden
| rang   | atleet          | prestatie |
| ------ | --------------- | --------- |
| Goud   | Louis Hagedoorn | 26,6 s    |
| Zilver | ?               |           |
| Brons  | ?               |           |

### 400 m horden
| rang   | atleet       | prestatie |
| ------ | ------------ | --------- |
| Goud   | Wim Bührmann | 57,9 s    |
| Zilver | ?            |           |
| Brons  | ?            |           |

### Verspringen
| rang   | atleet              | prestatie |
| ------ | ------------------- | --------- |
| Goud   | Nol Wellerdieck     | 6,665 m   |
| Zilver | J.J.W. van Loozen   | 6,57 m    |
| Brons  | Henk van der Toolen | 6,515 m   |

| rang   | atlete           | prestatie |
| ------ | ---------------- | --------- |
| Goud   | Renske Lolkema   | 5,335 m   |
| Zilver | Agaath Doorgeest | 5,23 m    |
| Brons  | Fanny Koen       | 5,19 m    |

### Hink-stap-springen
| rang   | atleet          | prestatie |
| ------ | --------------- | --------- |
| Goud   | Wim Peters      | 13,43 m   |
| Zilver | Menno Oosterhof | 13,41 m   |
| Brons  | A.E. Haverkamp  | 12,985 m  |

### Hoogspringen
| rang   | atleet          | prestatie |
| ------ | --------------- | --------- |
| Goud   | Wim Spanjerdt   | 1,85 m    |
| Zilver | Jan Brasser     | 1,75 m    |
| Brons  | Henk van Toolen | 1,75 m    |

| rang   | atlete                | prestatie |
| ------ | --------------------- | --------- |
| Goud   | Nel van Balen Blanken | 1,57 m    |
| Zilver | Fanny Koen            | 1,52 m    |
| Brons  | Rie Takken            | 1,47 m    |

### Polsstokhoogspringen
| rang   | atleet      | prestatie |
| ------ | ----------- | --------- |
| Goud   | H. Hoven    | 3,695 m   |
| Zilver | Cor Lamoree | 3,695 m   |
| Brons  | Joop Verkes | 3,50 m    |

### Kogelstoten
| rang   | atleet             | prestatie |
| ------ | ------------------ | --------- |
| Goud   | Aad de Bruyn       | 14,75 m   |
| Zilver | Hans Houtzager sr. | 14,19 m   |
| Brons  | Th. Oreel          | 13,82 m   |

| rang   | atlete          | prestatie |
| ------ | --------------- | --------- |
| Goud   | Ans Niesink     | 11,18 m   |
| Zilver | W. Albers       | 10,38 m   |
| Brons  | M. van den Berg | 9,69 m    |

### Discuswerpen
| rang   | atleet       | prestatie |
| ------ | ------------ | --------- |
| Goud   | Aad de Bruyn | 44,14 m   |
| Zilver | J. de Graaf  | 37,49 m   |
| Brons  | W. Mess      | 37,185 m  |

| rang   | atlete      | prestatie |
| ------ | ----------- | --------- |
| Goud   | Ans Niesink | 39,415 m  |
| Zilver | E. Veldman  | 30,74 m   |
| Brons  | W. Albers   | 30,29 m   |

### Speerwerpen
| rang   | atleet         | prestatie |
| ------ | -------------- | --------- |
| Goud   | Nico Lutkeveld | 61,86 m   |
| Zilver | L. Aerts       | 46,60 m   |
| Brons  |                |           |

| rang   | atlete          | prestatie |
| ------ | --------------- | --------- |
| Goud   | I. Weysters     | 37,00 m   |
| Zilver | Peet Dieben     | 35,82 m   |
| Brons  | M. van den Berg | 33,58 m   |

### Kogelslingeren
| rang   | atleet             | prestatie |
| ------ | ------------------ | --------- |
| Goud   | Hans Houtzager sr. | 49,32 m   |
| Zilver | Aad de Bruyn       | 45,025 m  |
| Brons  | Henk Kamerbeek     | 41,47 m   |

1904 · 
1908 · 
1909 · 
1910 · 
1911 · 
1912 · 
1913 · 
1914 · 
1915 · 
1917 · 
1918 · 
1919 · 
1920 · 
1921 · 
1922 · 
1923 · 
1924 · 
1925 · 
1926 · 
1927 · 
1928 · 
1929 · 
1930 · 
1931 · 
1932 · 
1933 · 
1934 · 
1935 · 
1936 · 
1937 · 
1938 · 
1939 · 
1940 · 
1941 · 
1942 · 
1943 · 
1944 · 
1946 · 
1947 · 
1948 · 
1949 · 
1950 · 
1951 · 
1952 · 
1953 · 
1954 · 
1955 · 
1956 · 
1957 · 
1958 · 
1959 · 
1960 · 
1961 · 
1962 · 
1963 · 
1964 · 
1965 · 
1966 · 
1967 · 
1968 · 
1969 · 
1970 · 
1971 · 
1972 · 
1973 · 
1974 · 
1975 · 
1976 · 
1977 · 
1978 · 
1979 · 
1980 · 
1981 · 
1982 · 
1983 · 
1984 · 
1985 · 
1986 · 
1987 · 
1988 · 
1989 · 
1990 · 
1991 · 
1992 · 
1993 · 
1994 · 
1995 · 
1996 · 
1997 · 
1998 · 
1999 · 
2000 · 
2001 · 
2002 · 
2003 · 
2004 · 
2005 · 
2006 · 
2007 · 
2008 · 
2009 · 
2010 · 
2011 · 
2012 · 
2013 · 
2014 · 
2015 · 
2016 ·
2017 ·
2018 ·
2019 ·
2020 ·
2021 ·
2022 ·
2023 ·
2024 ·
2025